# Guy Chichignoud
Guy Chichignoud, né le 21 septembre 1923 à La Roche-sur-Foron et mort le 19 janvier 1977 à Bagneux, est un ingénieur du son français. 

## Biographie
Assistant son à partir de la fin des années 1940, Guy Chichignoud commence sa carrière d'ingénieur du son auprès de Pierre Kast à l'occasion du tournage de Merci Natercia en 1959. Il collabore avec Claude Chabrol sur une quinzaine de films.

## Filmographie
- 1960 : Merci Natercia de Pierre Kast
- 1961 : La Morte-Saison des amours de Pierre Kast
- 1961 : Auguste de Pierre Chevalier
- 1961 : Le Jeu de la vérité de Robert Hossein
- 1962 : Une blonde comme ça (Miss Shumway jette un sort) de Jean Jabely
- 1962 : Comment réussir en amour de Michel Boisrond
- 1964 : Du grabuge chez les veuves de Jacques Poitrenaud
- 1964 : Les Pas perdus de Jacques Robin
- 1965 : Le Vampire de Düsseldorf de Robert Hossein
- 1965 : Pleins feux sur Stanislas de Jean-Charles Dudrumet
- 1966 : La Ligne de démarcation de Claude Chabrol
- 1967 : Le Scandale de Claude Chabrol
- 1967 : La Route de Corinthe de Claude Chabrol
- 1968 : Les Biches de Claude Chabrol
- 1969 : La Femme infidèle de Claude Chabrol
- 1969 : Que la bête meure de Claude Chabrol
- 1970 : Le Boucher de Claude Chabrol
- 1970 : La Rupture de Claude Chabrol
- 1970 : Le Cercle rouge de Jean-Pierre Melville
- 1971 : Juste avant la nuit de Claude Chabrol
- 1971 : La Décade prodigieuse de Claude Chabrol
- 1972 : Docteur Popaul de Claude Chabrol
- 1973 : Les Noces rouges de Claude Chabrol
- 1974 : Le Cri du cœur de Claude Lallemand
- 1974 : Nada de Claude Chabrol
- 1975 : Les Innocents aux mains sales de Claude Chabrol
- 1975 : Une partie de plaisir de Claude Chabrol
- 1976 : Une vraie jeune fille de Catherine Breillat